# Arseniusz (Wierieszczagin)
Arseniusz, imię świeckie: Wasilij Iwanowicz Wierieszczagin (ur. 16 stycznia?/27 stycznia 1736 w Kaszynie, zm. 12 grudnia?/23 grudnia 1799) – rosyjski biskup prawosławny.

## Życiorys
Pochodził z rodziny kapłana prawosławnego. Ukończył Akademię Słowiańsko-Grecko-Łacińską w Moskwie. Od 1761 był nauczycielem retoryki w seminarium duchownym w Twerze. Pięć lat później powierzono mu stanowisko prefekta tegoż seminarium. 19 lutego 1767 złożył wieczyste śluby mnisze, przyjmując imię Arseniusz. Następnego dnia przyjął święcenia diakońskie, zaś 21 kwietnia 1767 – kapłańskie. Został również przełożonym monasteru św. Mikołaja w Malicy. W 1768 otrzymał godność archimandryty i został przeniesiony do Chłopięcego Monasteru Zaśnięcia Matki Bożej w Twerze (Otrocz Uspienski Monastyr'). Kontynuował pracę w seminarium duchownym w Twerze w charakterze jego rektora i wykładowcy przedmiotów teologicznych. W 1771, zachowując stanowisko rektora, został przeniesiony do monasteru Trójcy Świętej w Kalazinie, ponownie jako jego przełożony.
22 grudnia 1773 w kaplicy Pałacu Zimowego w Petersburgu miała miejsce jego chirotonia na biskupa archangielskiego. Po dwóch latach został przeniesiony na katedrę twerską. Jako biskup twerski szczególnie troszczył się o rozwój seminarium duchownego, którego rektorem był wcześniej. Wprowadził również obowiązek prowadzenia zajęć dydaktycznych w seminarium w języku rosyjskim zamiast łaciny. W 1783 został biskupem rostowskim. W 1785 podniesiony do godności arcybiskupiej; od 1788 posługiwał się tytułem arcybiskupa jarosławskiego i rostowskiego w związku z przeniesieniem siedziby hierarchów eparchii. Od 1797 zasiadał w Świątobliwym Synodzie Rządzącym. Zmarł w 1799 i został pochowany w głównej cerkwi monasteru Trójcy Świętej w Kalazinie.